# Sphagnum wulfianum
Sphagnum wulfianum là một loài rêu trong họ Sphagnaceae. Loài này được Girg. mô tả khoa học đầu tiên năm 1860.